# Philippe de Gaspé Beaubien
Pour les articles homonymes, voir Beaubien.
Philippe II de Gaspé Beaubien, né le 12 janvier 1928 à Outremont et mort le 9 avril 2025, est un homme d'affaires et philanthrope québécois.

## Biographie
Philippe de Gaspé Beaubien est le propriétaire et le PDG de l'entreprise médiatique Télémédia, qu'il fonde en 1968. Pendant sa présidence, il achète plusieurs stations de radio au Québec et en Ontario, lançant des magazines comme Canadian Living, Harrowsmith, et les versions canadiennes de ELLE et TV Guide.  En 1990, avec sa conjointe Nan-b de Gaspé Beaubien, il fonde la Business Families Foundation (BFF), un organisme sans but lucratif fondé au Canada il y a plus de 20 ans afin d’aider les familles en affaires de toute taille.
Il étudie à l'Université de Montréal, obtenant un baccalauréat en arts en 1952, et à l'Université Harvard, où il reçoit son MBA en 1954. Il est un organisateur-clé lors de l'Exposition universelle de 1967 et surnommé le « maire de l'Expo ».
Philippe de Gaspé Beaubien est président de l'Association canadienne des radiodiffuseurs en 1973 et 1974, et il est le président-fondateur de participACTION.
Il reçoit également un diplôme honorifique en droit à l'Université York en 1979, et est introduit dans le temple de la renommée des radiodiffuseurs canadiens en 1994.
Le 22 décembre 1967, il est nommé officier de l'Ordre du Canada pour sa contribution au centenaire de la Confédération canadienne en tant que directeur des opérations pour l'Exposition universelle de 1967.
En 1990, Philippe II de Gaspé Beaubien et son épouse Nan-B créent la Fondation de Gaspé Beaubien afin de concentrer leurs activités philanthropiques. Les principaux thèmes des activités de la Fondation ont été liés aux initiatives des entreprises familiales et aux technologies de l'eau propre.
Philippe II de Gaspé Beaubien meurt de causes naturelles le 9 avril 2025 à l'âge de 97 ans à son domicile des Laurentides. Son fils, François de Gaspé Beaubien, a souligné son père comme ayant laissé « un héritage d'accomplissements visionnaires dans les affaires et la philanthropie »,.